# Justino (mestre dos soldados)
Justino (em latim: Iustinus) foi um oficial bizantino do século VII, ativo durante o reinado do imperador Focas (r. 602–610).

## Vida
Justino era um patrício. Aparece no final de 610 ou começo de 611, quando, em Ancira, subitamente virou-se contra Comencíolo, irmão do Focas, com suas tropas armênias e assassinou-o. Seu título implica que era mestre dos soldados (de fato ou honorífico), o que o faria mestre dos soldados da Armênia ou, ao menos, mestre dos soldados vacante no comando de tropas armênias do exército oriental, que estava sob comando de Comencíolo. É provável que Justino e seus homens acompanharam-no do leste para Ancira para opor-se ao rebelde e futuro imperador Heráclio (r. 610–641), mas então mudaram de lado para apoiá-lo.